# Clemente Domínguez y Gómez
Clemente Domínguez y Gómez (* 23. April 1946 in Sevilla; † 22. März 2005 in Palmar de Troya) war das Oberhaupt der Palmarianisch-katholischen Kirche. Er selbst bezeichnete sich als „Papst Gregor XVII.“ (nicht zu verwechseln mit Jean Gaston Tremblay, dem Gründer der Apostel der unendlichen Liebe) und war damit eine von zahlreichen Personen, die in jüngerer Zeit den Anspruch erhoben, der rechtmäßige Papst zu sein.
Ab 1969 besuchte Domínguez regelmäßig den südspanischen Ort Palmar de Troya, wo er nach eigenem Bekunden seit 1968 regelmäßig Marienerscheinungen hatte. Dabei habe er göttliche Botschaften und Stigmatisierungen erhalten. Unter anderem soll er einmal 16 Liter Blut verloren haben. Das vorgezeigte Blut stammte allerdings, wie Untersuchungen ergaben, nicht von ihm selbst.
1975 gründete er den Orden der Karmeliter vom heiligen Antlitz.
Domínguez kontaktierte Bischof Marcel Lefebvre und bat diesen, ihn zu weihen. Dieser sandte jedoch zunächst nur Priester. Ein ehemaliger Professor am Seminar von Écone, Maurice Revaz, überredete später den vietnamesischen Alterzbischof Pierre Martin Ngô Đình Thục zu solchen Weihen. Dieser weihte Clemente Domínguez y Gómez zum Priester und zehn Tage später ohne päpstlichen Auftrag zum Bischof.
1976 hatte Domínguez einen Autounfall, bei dem er erblindete. Nach einer „göttlichen Vision“ nannte er sich nun Pater Fernando. Am 6. August 1978, beim Tode von Papst Paul VI., ließ er sich schließlich von seinen „Kardinälen“ zum „Papst“ wählen. In der Folge weihte Domínguez auch selbst andere Personen zu Priestern und Bischöfen, darunter auch Minderjährige.
1983 wurde er mitsamt den von ihm geweihten Priestern und Bischöfen seitens der offiziellen katholischen Kirche exkommuniziert. Als „Papst Gregor XVII.“ sprach er unter anderem den spanischen Diktator Francisco Franco heilig, weil dieser das Christentum im Spanischen Bürgerkrieg und in den Jahrzehnten der Diktatur verteidigt habe.
Domínguez starb im März 2005 in Palmar de Troya, wo er seit 1978 residierte. Zu seinem Nachfolger wurde Manuel Corral gewählt, der den „Papstnamen Petrus II.“ annahm.